# Grit Müller
Grit Müller est une ancienne joueuse allemande de volley-ball née le 2 mars 1984 à Dresde. Elle mesure 1,80 m et jouait au poste de réceptionneuse-attaquante. Elle a totalisé 15 sélections en équipe d'Allemagne.

## Clubs
| Club        | De        | À         |
| ----------- | --------- | --------- |
| Dresdner SC | 1994-1995 | 2002-2003 |
| Dresdner SC | 2003-2004 | 2011-2012 |

## Palmarès
- Challenge Cup féminine
  - Vainqueur: 2010.
- Championnat d'Allemagne
  - Vainqueur : 2007.
  - Finaliste : 2008, 2011.
- Coupe d'Allemagne
  - Vainqueur: 2010.
  - Finaliste : 2007, 2009.